# Araripesaurus
 Araripesaurus  ist eine Gattung der Flugsaurier (Pterosauria) aus der Unterkreide von Brasilien. Dieser Kurzschwanzflugsaurier lebte vor etwa 110 Millionen Jahren und wird in der Systematik zu den Ornithocheiridae gestellt. Lediglich die Typusart A. castilhoi ist wissenschaftlich beschrieben. 
Die Erstbeschreibung der Gattung veröffentlichte der brasilianische Paläontologe Llewellyn Ivor Price (1905–1980) im Jahr 1971. Araripesaurus ist der erste wissenschaftlich beschriebene Flugsaurier aus der Santana-Formation. Diese Formation an den Hängen des Araripe-Plateaus ist eine der bedeutendsten Fundorte für Flugsaurier aus der Kreidezeit.
Das der Beschreibung zugrunde liegende fossile Exemplar, der Holotypus, war in einer Konkretion aus Kalkstein eingeschlossen. Diese für die Santana-Formation typische Art der Fossilerhaltung hat neben anderen kreidezeitlichen Lebewesen auch die dünnwandigen Knochen der Flugsaurier hervorragend erhalten. In dieser Gesteinsknolle (Geode) fanden sich Teile des rechten Flügels. Davon war der vierte Mittelhandknochen (Metacarpus), der den langen Flugfinger stützte, als einziger Knochen vollständig erhalten. Aus seiner Länge von 11,8 Zentimetern lässt sich eine Flügelspannweite von 2,2 Metern für dieses Individuum errechnen. Teilweise erhalten sind der Oberarmknochen (Humerus), die Elle (Ulna) und die Speiche (Radius) sowie die Handwurzelknochen (Carpalia) und einzelne Glieder (Phalangen) der Finger. Da jedoch der diagnostisch bedeutsame Schädel nicht gefunden wurde, ist die von Price vorgenommene systematische Zuordnung der Gattung zu den Ornithocheiriden fraglich.

## Weiterführende Literatur
- Llewellyn I. Price: A presença de Pterosauria no Cretáceo Inferior da Chapada do Araripe, Brasil. In: Anais da Academia Brasileira de Ciências. Bd. 43 (suppl.), 1971, ISSN 0001-3765, S. 452–461.